# Rozoy-Bellevalle
 Rozoy-Bellevalle  là một xã ở tỉnh Aisne, vùng Hauts-de-France thuộc miền bắc nước Pháp.

## Xem thêm

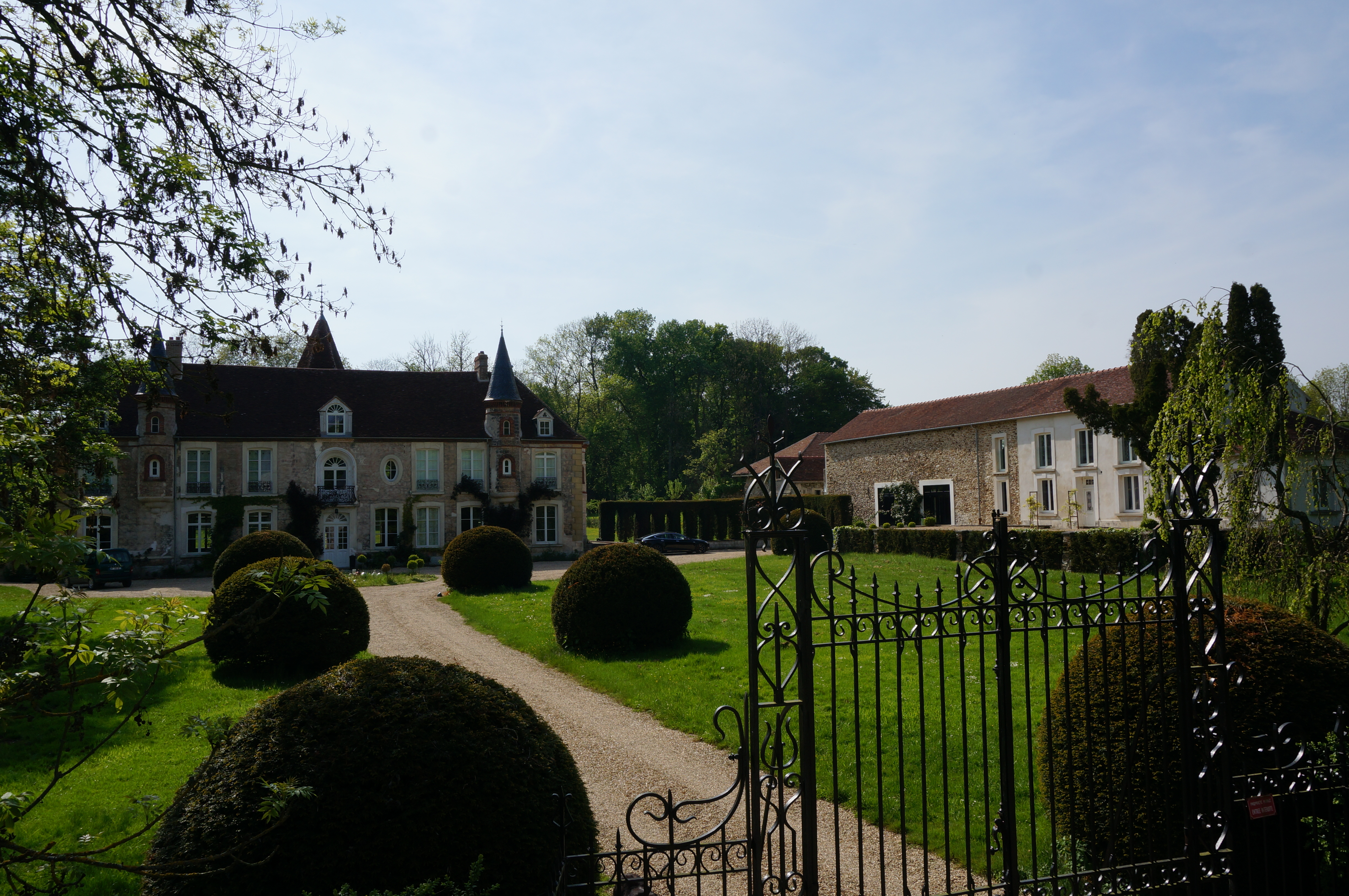